# Les Ventalles
Les Ventalles, és una població del municipi d'Ulldecona, situada al sud de Catalunya a la comarca del Montsià. És un dels anomenats "barris" d'Ulldecona, que es troben a una certa distància d'aquesta població.
Aquest nucli es troba al peu de la serreta de les Cantarelles, dominant la carretera que va d'Ulldecona a Tortosa, a pocs quilòmetres de Freginals.

## Història
Les Ventalles és el nucli de població més antic del municipi d'Ulldecona, amb referències documentals del segle xiii. Urbanísticament és molt diferent dels altres nuclis de població d'Ulldecona, car les cases es troben apinyades damunt un turó amb carrers molt estrets a l'estil medieval. L'església de Sant Joan es troba fora del nucli.
L'antic camí Reial de Barcelona a València passava a la vora del poble.
Les Ventalles té una població de 39 habitants, essent un poble que ha conegut poc creixement al llarg de la seva història.

## Bassa de les Ventalles
Hi han unes cases que es troben separades del nucli a la vora de la carretera, a on també hi ha la bassa de les Ventalles, una bassa natural.

## Lligallo de les Ventalles
Cal mencionar també el Lligallo de les Ventalles, que ve de la Serra de Godall, passant per les Ventalles, puja pel coll que hi ha entre el barranc de la Carbonera i el de l'Astor fins al Coll de la Foradada. A continuació baixa per la lloma de Burgar, on passa a denominar-se Lligallo del Pas.
|  |  |  |